# Michael Jones (historien)
Pour les articles homonymes, voir Jones et Michael Jones.
Michael Jones, né le 5 décembre 1940 à Wrexham (pays de Galles), est un historien britannique, spécialiste d’histoire médiévale française et plus particulièrement sur le duché de Bretagne.

## Biographie
Michael Jones part très jeune dans le centre de l’Angleterre, comme étudiant en histoire à Oxford, puis comme professeur à l’université. Sa carrière d’enseignant, débutée en 1966 à l’Université d’Exeter, se déroule principalement à l’Université de Nottingham où il est professeur d'histoire médiévale française de 1991 à 2002.
Il est aussi membre de plusieurs sociétés savantes :
- La Royal Historical Society (1971),
- la Société d'Histoire et d'Archéologie de Bretagne (1972),
- la Society of Antiquaries of London (1977).

Il est également vice-président honoraire de la Société d’Études et de Recherches sur le Pays de Retz (1985).
Ses nombreux travaux ont principalement porté sur la période de la Bretagne ducale.
Il est décoré de l'ordre de l'Hermine.

## Publications
- La Bretagne ducale : Jean IV de Montfort (1364-1399) entre la France et l'Angleterre [« Ducal Brittany, 1364-1399. Relations with England and France during the reign of Duke John IV »]  (trad. de l'anglais par Nicole Genet et Jean-Philippe Genet), Rennes, Presses universitaires de Rennes, 1998, 268 p. (ISBN 2-86847-297-4, présentation en ligne). Version publiée de sa thèse de doctorat.
- Recueil des actes de Jean IV, duc de Bretagne (3 t.), 1980-2001.
- Les Anciens Bretons des origines au XVe siècle, 1993 (avec Patrick Galliou).
- Catalogue sommaire des archives du Fonds Lebreton, Abbaye Saint-Guénolé, Landévennec, 1998.